# Květa Fialová
Květa Fialová (1. rujna 1929.) češka je filmska, televizijska i kazališna glumica.
Najpoznatija je po ulogama u filmovima Lemonade Joe i Večera za Adele.
Bila je u braku s češkim filmskim redateljem Pavelom Hášom. S njim ima kćer Zuzanu rođenu 1962. godine.

## Izabrana filmografija
- Lemonade Joe (1964.)
- Večera za Adele (1977.)
- S tebou mě baví svět (1982.)
- Báječná léta pod psa (1997.)

## Vanjske poveznice
- Květa Fialová u internetskoj bazi filmova IMDb-u (engl.)